# Friedewalde
Friedewalde ist ein Ortsteil von Petershagen im Kreis Minden-Lübbecke in Nordrhein-Westfalen.

## Geographie
Friedewalde liegt auf der Meßlinger Geest. Im äußersten Westen von Petershagen gelegen, grenzt Friedewalde im Osten an die Ortsteile Südfelde und Meßlingen der Stadt Petershagen und an den Stadtteil Stemmer der Stadt Minden, im Norden an die Gemeinde Warmsen der Samtgemeinde Uchte im Landkreis Nienburg (Niedersachsen), im Westen und im Süden an die Ortsteile Holzhausen II und Hille der Gemeinde Hille. Als Mittelpunkt des Ortsteils kann man den Bereich um die Dorfkirche bezeichnen.

## Geschichte
Im Jahre 1327 wurde der Name Friedewalde erstmals urkundlich erwähnt (Vredewolt). Um diese Zeit herum wurde auch die Burg Friedewalde gebaut. Sie diente zur Verteidigung der Stadt Minden. Mitte des 16. Jahrhunderts wurde dann ein weiterer Rittersitz, Haus Himmelreich, errichtet. Zeugnisse dieses Baues findet man noch heute (z. B. ein Kellergewölbe, steinerne Beweise in der Kirche). Bis 1667 gehörte Friedewalde zur Kirchengemeinde St. Marien in Minden. Noch heute bilden Friedewalde und Stemmer eine Kirchengemeinde.
Friedewalde gehörte bis zu den Napoleonischen Kriegen zur Vogtei Börde im Amt Petershagen des Fürstentums Minden. Von 1807 bis 1810 gehörte der Ort zum Kanton Petershagen des napoleonischen Satellitenstaats Königreich Westphalen. Von 1811 bis 1813 gehörte Friedewalde unmittelbar zu Frankreich und war dort Sitz einer Mairie (Bürgermeisterei) im Arrondissement Minden des Departements der Oberen Ems. Der Ort fiel 1813 wieder an Preußen und kam 1816 zum neuen Kreis Minden. Im Kreis Minden gehörte Friedewalde zum Amt Petershagen.
Bevor die Gemeinde bei der kommunalen Neugliederung am 1. Januar 1973 Teil der Stadt Petershagen wurde, hatte sie eine Fläche von 20,94 km² sowie 1668 Einwohner (31. Dezember 1972).

## Politik
Die Bevölkerung von Friedewalde wird gegenüber Rat und Verwaltung der Stadt Petershagen seit 1973 durch einen Ortsvorsteher, nach Änderungsbeschluss im Jahr 2009 durch einen Ortsbürgermeister vertreten. Dieser wird aufgrund des Wahlergebnisses vom Rat der Stadt Petershagen gewählt. Seit 2020 ist Jessica König Ortsbürgermeisterin.

## Kultur und Sehenswürdigkeiten
Die Windmühle Wegholm wurde als Ersatz für eine in schlechtem Bauzustand befindliche Hofmahlmühle 1861 erbaut. Es handelt sich um einen Wallholländer mit einem verputzten konischen Mühlenturm. 1899 wurde der ursprüngliche Stert durch eine Windrosenanlage ersetzt. Die Windmühle gehört zur Westfälischen Mühlenstraße.

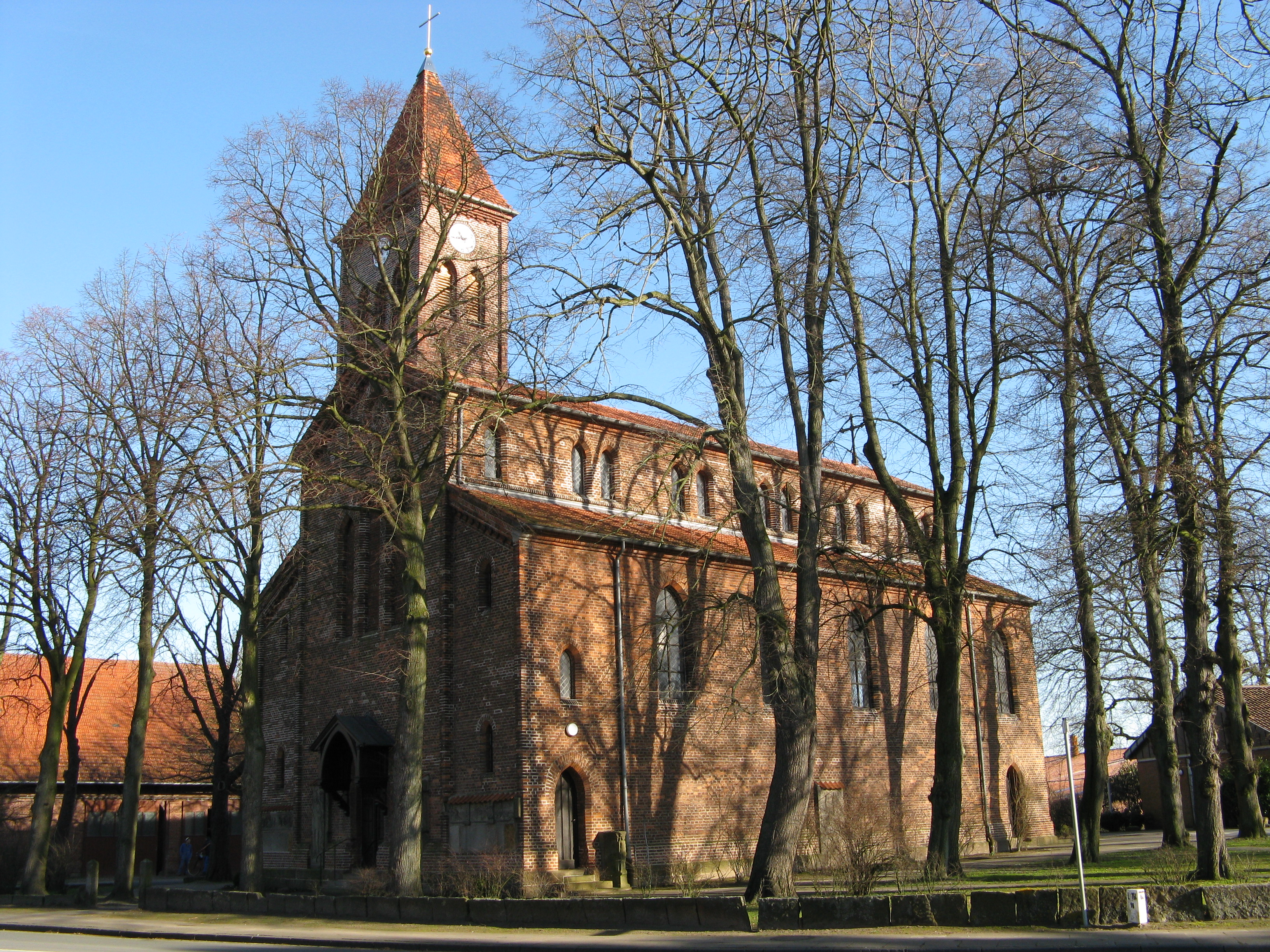
Kirche
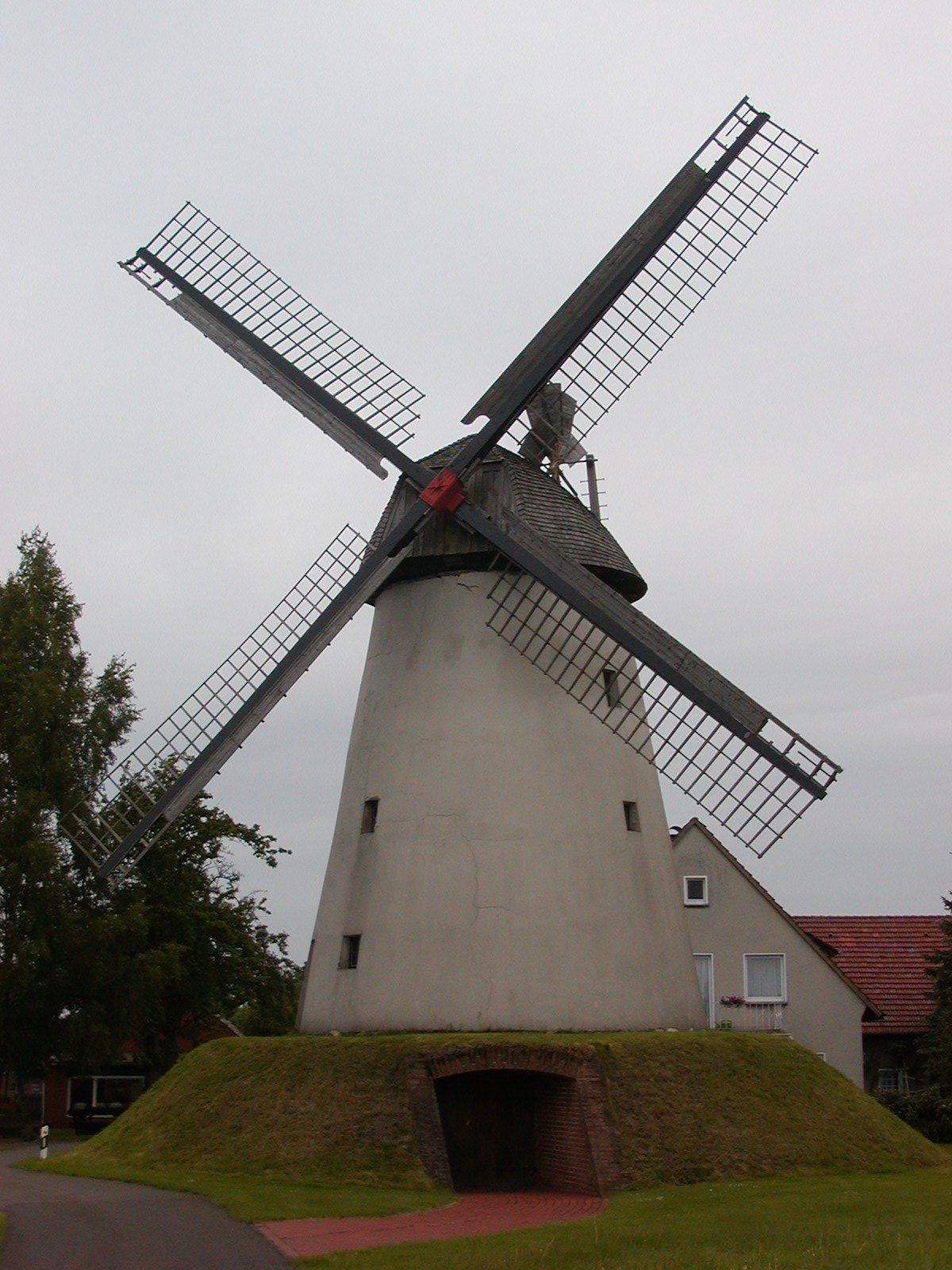
Windmühle Wegholm

## Wirtschaft und Infrastruktur
Die Vereine und Gruppen sind in der Kulturgemeinschaft zusammengefasst. Die Kulturgemeinschaft stimmt die Termine ab und initiiert gemeinschaftliche kulturelle Veranstaltungen, wie zum Beispiel das Dorfgemeinschaftsfest mit großem Wagenkorso.
Folgende Vereine und Gruppen sind Mitglied:
- Altenclub Friedewalde
- „Brücke nach Gomel“ – Initiative Kinder von Tschernobyl
- Ev. Frauenhilfe Friedewalde-Stemmer
- Förderverein Grundschule Friedewalde
- Förderverein Kindergarten Friedewalde
- Freiwillige Feuerwehr, Löschgruppe Friedewalde
- Gemischter Chor Friedewalde
- Heimatverein Friedewalde
- Kirchenchor Friedewalde
- Kyffhäuser-Kameradschaft Friedewalde
- Landwirtschaftlicher Ortsverband Friedewalde im WLV
- Posaunenchor Friedewalde
- Rassegeflügelzucht-Verein Friedewalde
- Reit- und Fahrverein Friedewalde
- Schützenverein „Am Waldesrand“ Friedewalde
- Sozialverband, ehem. Reichsbund
- Turn- und Sportverein „Freya“ Friedewalde
- Volleyball-Club Friedewalde
- Volkstanzgruppe „Kleiriehe“ Friedewalde

### Verkehr
- Die Landesstraßen 764, Minden-Diepenau, 772, Hille – Petershagen und 770, Espelkamp – Petershagen sowie die Kreisstraße 11, Minden – Warmsen, binden Friedewalde in die regionale Verkehrsstruktur ein.
- Neben der Galgenheide ist der Ortsteil Wegholm Endstation des Radweges auf der ehemaligen Eisenbahnstrecke der Mindener Kreisbahnen nach Friedewalde-Wegholm, der streckenweise ein Teil der Mühlenroute ist.

## Persönlichkeiten
- Gertrud Angermann (1923–2010), Gymnasiallehrerin, Volkskundlerin und Historikerin